# Cineteca Nuevo León
La Cineteca Nuevo León «Alejandra Rangel Hinojosa» es una cineteca de la ciudad de Monterrey. Depende del Consejo para la Cultura y las Artes de Nuevo León (CONARTE) y se localiza dentro del Centro de las Artes del Parque Fundidora.

## Descripción
En las salas de la cineteca se proyectan filmes de la cinematografía local, nacional y mundial para divulgar y difundir la producción local así como el acopio y preservación de películas producidas en el estado de Nuevo León y del noreste mexicano.

### Instalaciones
- 3 salas de proyección
- Librería

## Historia
Surgió en 1998, bajo el nombre Cineteca-Fototeca siendo el primer espacio cultural de CONARTE durante la gestión de su entonces presidenta Alejandra Rangel Hinojosa. Se creó en el Centro de las Artes Nave I, dos antiguas naves industriales dentro de la antigua Fundidora de Fierro y Acero de Monterrey.
En noviembre de 2020, el Gobierno del Estado de Nuevo León, a través de CONARTE, a manera de homenaje póstumo añadió el nombre de Alejandra Rangel Hinojosa al espacio. Rangel fue una maestra, escritora, filósofa y promotora cultural en Nuevo León quien impulsó la creación de Cineteca Nuevo León, en su gestión como presidenta de CONARTE.
El recinto es sede anual de eventos como el Festival Internacional de Cine de Monterrey y la Muestra Internacional de Cine de la Cineteca Nacional.

## Directores de programación
Roberto Escamilla Molina (1998-2010) / Alejandro Gómez Treviño (2010-2016) / Diana González Chapa (2016-2017) / Carlos García Campillo (2017-PRESENTE)